# Rafael Martínez Aguilera
Rafael Martínez Aguilera (Sampedor, Barcelona, 3 de marzo de 1982), conocido como Rafa Martínez, es un exjugador español de baloncesto que disputó 19 temporadas en la ACB. Con 1,90 metros de altura, jugaba en la posición de escolta.

## Trayectoria

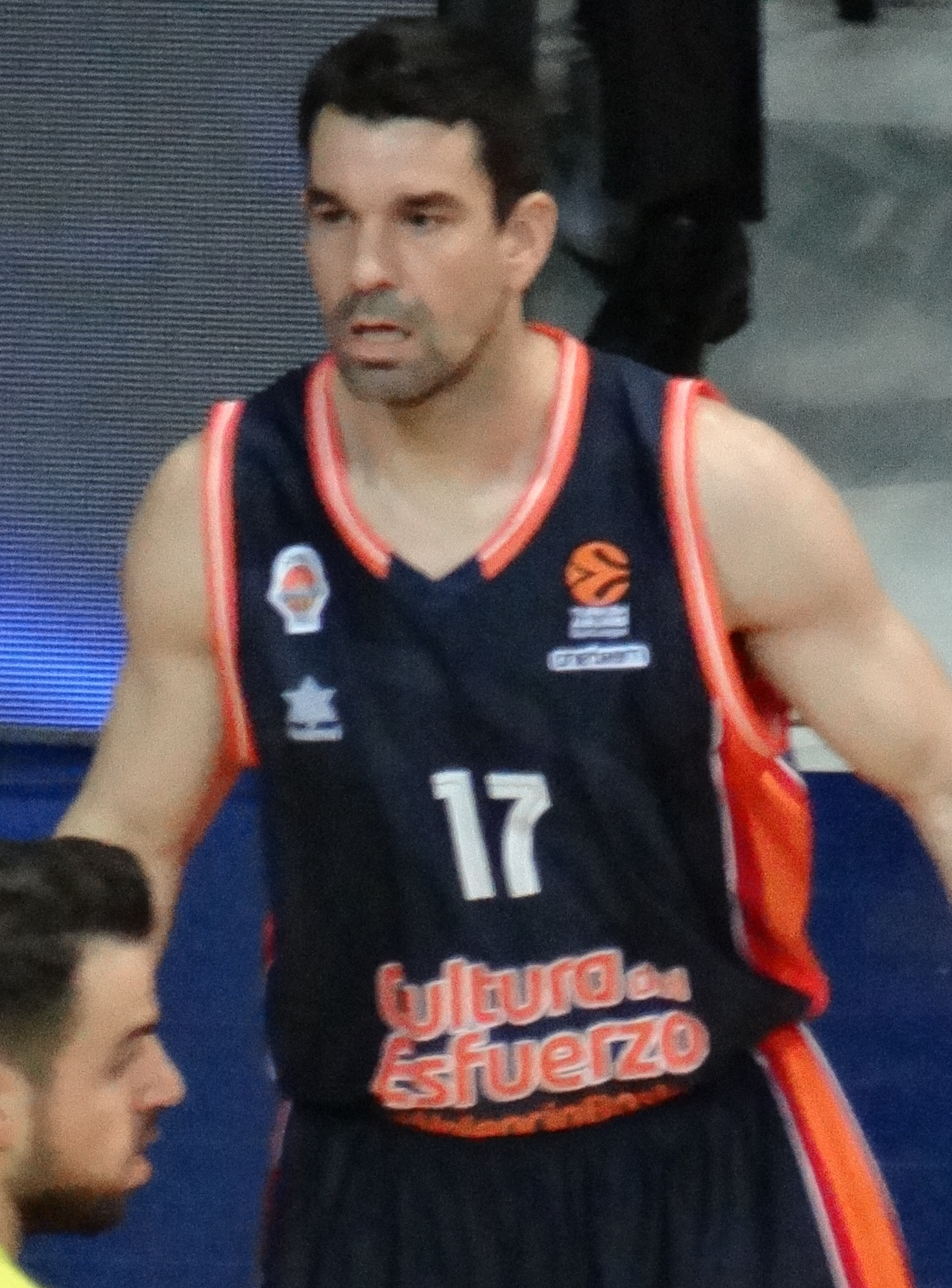
Rafa Martínez con Valencia Basket en 2017.

Rafa Martínez se formó en las categorías inferiores del Bàsquet Manresa. La temporada 1999-2000 jugó en el equipo de la LEB, y esa temporada debutó con el primer equipo en la ACB, el 9 de octubre de 1999 frente al Fútbol Club Barcelona. La temporada siguiente estuvo en el Club Basket Vic de la EBA. Tras pasar dos años en el Valls Félix Hotel en la LEB-2, regresó al Ricoh Manresa en 2003. La temporada 2006-2007 el equipo jugó en la LEB tras descender de categoría el año anterior, aunque esa misma temporada recuperó la categoría perdida tras ganar el título de Liga. En 2008 fichó por el Pamesa Valencia equipo con el que conquistó en 2010 la Eurocup.
Tras completar el mejor porcentaje en triples de la Liga ACB es seleccionado por la competición para participar en el concurso de triples a celebrar en Madrid el fin de semana de la Supercopa 2010. En la temporada 2016-17, consiguió ganar la Liga ACB con el conjunto taronja después de ganar al Real Madrid en la final por 3-1.
En la jornada 5 de la temporada 2017-18 consigue posicionarse como el séptimo mejor triplista de la historia de la ACB al superar a Rafa Jofresa.
Después de 11 temporadas jugando en el Valencia Basket no renueva su contrato con el equipo valenciano, equipo del cual era capitán y con el que habían conseguido 5 títulos.
En julio de 2019 ficha por una temporada con el Bilbao Basket, decidiendo no renovar su contrato al final de la misma.
En julio de 2020 ficha por Bàsquet Manresa de la liga ACB, volviendo así al club de sus orígenes baloncestísticos, retirándose definitivamente al final de la temporada 2021-2022.

### Retirada
El 14 de junio de 2019 el Valencia Basket anunció que su camiseta con el número 17 sería retirada como homenaje una vez dejara la práctica del baloncesto. El 2 de octubre de 2022 se celebró la ceremonia en el final del partido que le enfrentó al Joventut de Badalona.

## Selección nacional
Ha sido internacional con la selección de baloncesto de España en categorías inferiores. Con la Selección Sub-20 logró la medalla de plata en el Campeonato Europeo de Baloncesto de 2002 disputado en Vilna (Lituania), y con la Selección «B» obtuvo la medalla de bronce en los Juegos Mediterráneos de 2005 disputados en Almería (España).
En junio de 2010 fue incluido en la lista de 24 jugadores facilitada por la Federación Española de Baloncesto a la FIBA para integrar la selección española en el Mundial de 2010. Debutó con la absoluta en esa gira de amistosos, y el seleccionador español, Sergio Scariolo, lo incluyó en la lista de 15 jugadores que se concentrarían en Las Palmas previamente al campeonato. Sin embargo, se convirtió en el segundo descarte de cara al campeonato.
En 2011 fue elegido por segundo año consecutivo entre los quince preseleccionados para el Eurobasket 2011 de Lituania, pero fue uno de los dos primeros descartes de Sergio Scariolo. Al año siguiente, en 2012, fue invitado a la concentración de la selección española previa a los Juegos Olímpicos de Londres. Allí disputó otros dos amistosos, siendo su última convocatoria con la selección.

## Palmarés

### Campeonatos nacionales
- Campeonato de España Sub-20: 2001-2002 (Bàsquet Manresa)
- Liga LEB: 2006-2007 (Ricoh Manresa)
- Liga ACB (1): 2017
- Supercopa de España (1):  2017.

### Campeonatos internacionales
- EuroBasket Sub-20 (Vilnius 2002).
- Eurocup (3): 2010, 2014, 2019.

### Logros individuales
- Máximo triplista de la historia de la Eurocup.
- Jugador con más partidos en la historia de la Eurocup.